# Ludwig Abt
Ludwig Abt (* 29. November 1851 in Seitzenhahn; † 19. März 1921 in Hofheim am Taunus) war ein deutscher römisch-katholischer Theologe.

## Familie
Ludwig Abt war der Sohn von Johannes Josef Abt, Besitzer eines Hammerwerkes, und Elisabeth Wagner. Sein älterer Bruder Anton Abt war gleichfalls Priester. Seine Schwester Caroline Jakobine Abt war die Mutter des Bohrpioniers Anton Raky.

## Leben
Nach dem Schulbesuch in Montabaur und Hadamar studierte Ludwig Abt am Priesterseminar Mainz und an der Universität Würzburg.
Vermutlich bedingt durch den Kulturkampf in Deutschland, ging er nach Frankreich, wo er in Grenoble am 16. März 1878  die Priesterweihe empfing.  Bis 1885 war er dort Lehrer am Bischöflichen Gymnasium.
Er kehrte in das Bistum Limburg zurück und wurde Hauslehrer, dann Hilfsseelsorger in Nied und Kaplan in Frankfurt. Ludwig Abt war 1889 Pfarrer in Dietkirchen, sowie von 1889 und 1890 in Oberreifenberg. Ab 1891 wirkte er als Lehrer am Realgymnasium in Limburg an der Lahn. 1902 wurde er Direktor an der Deutschordenskirche in Frankfurt-Sachsenhausen.
Von 1909 bis 1919 war er Stadtpfarrer in Frankfurt und wirkte so am Frankfurter Dom. Er erhielt die Ehrentitel Ehrendomherr zu Limburg und 1919 den Ehrentitel Päpstlicher Hausprälat.
Ludwig Abt war Mitglied in der Redaktion des Anzeigers für die katholische Geistlichkeit.

## Werke
- Der Dom zu Limburg: historisch-architektonische Skizze, Verlag Gebr. Goerlach, Limburg an der Lahn 1895
- Seelenberg 1696-1896. Festschrift zur  Feier des 200jährigen Bestehens der Gemeinde, Selbstverlag, Limburg 1896
- Die Familie auf christlicher Grundlage (1897)
- Führer durch Limburg an der Lahn, Limburger Vereinsdruckerei, Limburg 1900.
- mit Johann Diefenbach: Festschrift zur Feier des 600jährigen Jubiläums der Deutsch-Ordens-Kirche und des 200jährigen Jubiläums des Deutschen Hauses zu Frankfurt a.M.-Sachsenhausen. Selbstverlag, Frankfurt am Main 1909.